# Bruno Monsaingeon
Bruno Monsaingeon (Parijs, 5 december 1943) is een Frans filmmaker, schrijver en violist. Hij maakte een groot aantal documentaire filmportretten van beroemde musici, onder wie Glenn Gould, Svjatoslav Richter, David Oistrach, Piotr Anderszewski, Yehudi Menuhin, Grigori Sokolov en David Fray. Zijn interviews met Richter en Nadia Boulanger zijn tevens als boeken gepubliceerd. In 2004 maakte Monsaingeon zijn debuut als dirigent bij het Philharmonisch Orkest van de Oeral in Jekaterinenburg.

## Publicaties
- Mademoiselle  - interviews met Nadia Boulanger
- Le dernier Puritain / Contrepoint à la ligne / Non, je ne suis pas du tout un excentrique - serie van drie boeken over Glenn Gould
- Richter, Ecrits et Conversations - over Svjatoslav Richer (Arte Editions - Actes Sud, 1998)
- Passion, Menuhin - (Editions Textuel - Arte Editions, 2000)
- Glenn Gould : Journal d’une crise - over Glenn Gould
- Correspondance de concert - over Glenn Gould (Fayard, 2002)